# Метиленовый зелёный
Метиленовый зелёный (6-нитро-3,7-бис(диметиламино)фентиазоний хлористый) — органическое соединение, основный тиазиновый краситель с химической формулой C16H17ClN4O2S. Кристаллы коричневого цвета, дающие сине-зелёный водный раствор. Применяется в микроскопии.
Старые источники могут называть «метиленовой зеленью» иной краситель — одну из форм метилового зелёного, двойную цинковую соль гептаметилпарарозанилина.

## Свойства
Коричневые или серо-чёрные кристаллы. Молярная масса 364,85 г/моль. Легко растворим в воде, плохо растворим в спирте. Водные растворы имеют сине-зелёный цвет, в серной кислоте даёт тёмно-зелёное окрашивание, а в растворах едкого натра образуется фиолетовый раствор с осадком.
Метиленовый зелёный — один из наиболее прочных основных красителей зелёного цвета.
Фенилгидразин в спирте восстанавливает метиленовый зелёный до лейкосоединения, имеющего вид коричневых кристаллов в форме игл с температурой плавления 146―147 °C. При взаимодействии с другими восстановителями образуется лейкосоединение аминометиленового голубого.

## Получение
Получают из метиленового синего обработкой азотной кислотой.

## Применение
Используется для окрашивания гистологических препаратов.